# Ванкувер Вайткепс
Ванкувер Вайткепс (англ. Vancouver Whitecaps) — професіональний футбольний клуб що базується у місті Ванкувер (Канада). Виступає у Західній Конференції Major League Soccer (MLS). Ванкувер Вайткепс став сімнадцятою командою MLS і є наступником команди з такою ж назвою, що виступала United Soccer League. Клубом володіє та керує та ж група власників, що і під час останнього сезону у 2-му дивізіоні USSF. Ванкувер Вайткепс є вже третьою футбольною командою з Ванкувера, що використовує цю назву. У сезоні 2012 року Вайткепс стали першою командою з Канади, що кваліфікувалась до плей-оф Кубка МЛС.

## Історія
18 березня комісар МЛС Дон Гар'єр 2009 року гарантував те, що вісімнадцята франшиза в лізі буде заснована у Ванкувері. Спочатку власники клубу не анонсували назву майбутньої команди, але через рік стало відомо про те що команда отримає назву — «Вайткепс».
У рамках підготовки до першого сезону в MLS, клуб почав шукати талановитих людей, які мають досвід керування клубом. 24 листопада 2009 року Пол Барбер, колишній представник керівництва Тоттенгем Готспур, був запрошений до клубу як генеральний директор. Згодом до клубу приєднався колишній тренер Ді Сі Юнайтед Том Шоен як операційний директор, а також данець Річард Ґротсхольтен який зайняв посаду технічного директора та головного тренера шкільних програм у Ванкувері.
У ролі головного тренера Ванкувер Вайткепс в USL та пізніше в USSF Division 2, призначили колишнього представника керівництва національної збірної Ісландії Тейтура Тордарсона він офіційно обійняв посаду головного тренера 2 вересня 2010 року і мав підготувати команду до першого сезону в MLS. 20 травня 2011 року після перемоги Вайткепс лише в 2-х з 12-ти своїх перших матчів його було звільнено. Том Шоен, футбольний операційний директор, став виконувачем обов'язків головного тренера.
Сезон MLS 2011 розпочався для Вайткепс 19 березня 2011 року матчем проти іншої канадської команди, ФК Торонто матч закінчився перемогою Ванкувера 4-2. Перший гол Вайткепс в епоху MLS забив Ерік Хасслі. Після переможного старту Вайткепс боролися у кожному матчі, але так і здобули перемоги в наступних 11 турах, зігравши внічию 6 разів та програвши 5 матчів. Після нічийного результату 1-1 в матчі з Нью-Йорк Ред Буллз, Тейтур Тордарсон був звільнений 30 травня. Том Шоен взявся тренувати команду до кінця сезону 2011 року, в той час як 9 серпня було оголошено про нового головного тренера команди — Мартіна Ренні, якого офіційно призначили 2 листопада.
3 березня 2012 року Вайткепс здобули свій перший, хоч і незначний, але трофей, вигравши у передсезонному кубку «Disney World Pro Soccer Classic», перегравши у фіналі ФК Торонто 1-0 завдячуючи голу Каміло. Вайткепс закінчив регулярний сезон з 11-ма перемогами, 3-ма поразками, також 10 матчів закінчилися внічию, таким чином Вайткепс посіли 5-те місце в Західній Конференції та 11-те в загальній таблиці. 21 жовтня 2012 року Вайткепс стали першим канадським клубом, який пробився в плей-офф MLS. Але вже у першому раунді Ванкувер вилетів з плей-офф програвши Лос-Анджелес Гелаксі.
У сезоні 2013 року Ванкувер фінішував сьомим в Західній Конференції та посів 13-е місце в загальній таблиці, вигравши 13 матчів, програвши 12 та ще 9 матчів регулярного сезону закінчилися нічиєю. Таким чином, Ванкувер не спромігся повторити досягнення минулого сезону, не пробившись до плей-офф раунду. Через 2 дні після закінчення регулярного сезону контракт з Ренні не був продовжений, що означало те що керівництво починає пошук нового головного тренера. В міжсезоння керівництво клубу посварилося з бразильським лідером команди нападником Каміло який перейшов до Ванкувера ще до його вступу до MLS, в підсумку чого гравець перейшов до клубу мексиканської Прімери «Керетаро». Мексиканський клуб був впевнений що у гравця вже закінчився строк дії контракту, але виявилося що контракт Каміло з Ванкувером ще дійсний. Скандал було вирішено спільно з мексиканською Прімейрою, «Керетаро» зобов'язали заплатити грошову компенсацію Ванкуверу за трансфер бразильського форварда.
У жовтні 2014 року команда вперше кваліфікувалася до Ліги Чемпіонів КОНКАКАФ 2015—2016, ставши найвищою за рейтингом канадською командою MLS 2014 року. Через тиждень команда кваліфікувалася до Плей-офф MLS вдруге, перевершивши досягнення будь-якої канадської команди.

## Кольори та форма
8 червня 2010 року було офіційно оголошено про те що клуб після вступу до MLS продовжить використовувати назву «Вайткепс», але з переробленою емблемою. Назва клубу натякає на мальовничі пейзажі що розкинулися на околицях Ванкуверу, а саме засніжені вершини гір на півночі та Тихий океан з білими шапками хвиль на заході.
Офіційними кольорами клубу є темно-синій, білий і світло-блакитний. Темно-синій колір символізує Тихий океан неподалік якого розташований Ванкувер. Світло-блакитний символізує відображення гори Норт Шор у водах Тихого океану. Світло-блакитний колір є також символом пам'яті першої команди «Вайткепс» що вигравала Футбольний Боул 1979 року. Срібні вставки на формі символізують усі перемоги команди починаючи з 1974 року.
10 червня 2010 року стало відомо про те що на ігровій футболці буде міститися емблема головного спонсора клубу, телекомунікаційної компанії "Bell Canada ". Після представлення спонсора став відомий дизайн як домашньої так і виїзної форми. Домашня форма отримала білий колір з темно — синіми горизонтальними смужками що трохи розширюються. Виїзна форма отримала темно — синій колір з рельєфним зображення ромба що відблискував коли на нього падало світло.
14 червня 2012 року клуб представив третій комплект форми коричневого кольору з блакитними вставками. За задумом дизайнерів ця форма мала символізувати собою унікальну землю на якій ростуть величні дощові ліси Британської Колумбії.

### Еволюція форми
Домашня, виїзна та третя форма
- Домашня

| 2011–2012 | 2013–2014 | 2015– |  |

- Виїзна

| 2011–2013 | 2014–2015 | 2016– |  |

- Третя

| 2012–2013 |

### Спонсор
| Період співпраці | Виробник | Спонсор     |
| ---------------- | -------- | ----------- |
| 2011−            | Адідас   | Bell Canada |

## Стадіон
Вайткепс проводить свої домашні матчі на стадіоні «Бі Сі Плейс» у Ванкувері, який він ділить з командою Канадської футбольної ліги — Бі-Сі Лайонз. Вайткепс почав грати на цьому стадіоні в останній місяць сезону MLS 2011 року, основну частину сезону відігравши на «Емпайр Філд».
«Бі Сі Плейс» — багатоцільова арена на якій можна проводити змагання як і з канадського футболу, так і з футболу європейського, арена вміщує 54 400 глядачів. Стадіон була відкритий у 1984 році, але у період 2009—2011 років була проведена двохетапна реконструкція. Стадіон має найбільший розсувний дах у світі та політановий штучний газон, який був сертифікований ФІФА у 2 зірки. Вайткепс зменшує кількість глядачів до 22 120, відкриваючи для вболівальників лише перший ярус стадіону, другий ярус закривається за допомогою білих вітрил (котрі іноді називають «другий дах»). Власники клубу спочатку хотіли побудувати «Вайткепс Уотерфронт Стедіум» у Газтауні в період проведення сезону в MLS у 2016 році, але, згодом, впровадження проекту в життя зупинилась та керівники клубу зробили вибір на користь «Бі Сі Стедіум».
Більшу частину свого першого сезону Вайткепс грали на «Емпайр Філд», який було побудовано на тимчасовій основі на місці старого «Емпайр Стедіум» і згодом — знесено, на ньому грали також Бі-Сі Лайонз на період реконструкції «Бі Сі Плейс». «Емпайр Філд» являв собою багатоцільовий стадіон з місткістю у 27 500 глядачів, газон якого, за технологією «FieldTurf», був оцінений ФІФА на одну зірку. 24 вересня 2011 року команда зіграла свій останній матч на цьому стадіоні, програвши 3-1 Сіетл Саундерз. Наступного тижня Вайткепс грали свій перший матч на своєму новому стадіоні — «Бі Сі Плейс», програвши 1-0 Портленд Тімберс 2 жовтня 2011 року.
Вайткепс не має постійної тренувальної бази, вважаючи що краще замість цього використовувати схожі об'єкти навколо Великого Ванкуверу. Однак, клуб має партнерські відносини з урядом Британської Колумбії та Університетом Британської Колумбії (UBC), та має намір за $32,5 мільйонів створити Національний центр розвитку футболу у кампусі UBC.

## Вболівальники
Найбільше і найактивніше угрупування вболівальників Ванкувер Вайткепс має назву «Southsiders». Група була заснована у 1999 році, коли активні вболівальники Ванкуверської команди що тоді носила назву «86ers», почали збиратися за південними воротами стадіону «Сванград» на якому у той час свої матчі проводив Ванкувер «86ers».
Відносини «Southsiders» з власниками клубу не завжди мали дружній характер, але вони почали розвиватися у інший бік відтоді як Вайткепс отримали членство в MLS. Наслідком покращення стосунків стало те що клуб почав використовувати символіку групи у своїх маркетингових компаніях, це призвело до того що за досить короткий термін кількість членів групи які постійно сплачують внесок виросла з 40 членів до 100. Це викликало оптимізм у голови організації і він заявив що «Southsiders» можуть перевершити групу вболівальників Сієтл Саундерс, свого одвічного суперника у Дербі Каскадії. На стадіоні «Southsiders» розташовані у південно-східних секторах.
Також у команди є дві менші групи вболівальників, «Curva Collective» та «The Rain City Brigade». Останнім часом група «Curva Collective» суттєво виросла та стала другою за розміром групою після «Southsiders».
У 2011 році з'явилася інша впливова група «La Doce», назву з іспанської мови можна перевести як «Дванадцяті». В основному група складається з емігрантів латиноамериканського походження. Головною особливістю групи є стиль вболівання який більше схожий на латиноамериканський чи східноєвропейський.
У перший сезон в MLS команда продала 15,500 абонементів при тому перші 5000 були розкуплені у перші 48 годин від початку вільного продажу абонементів. Решта абонементів були призначені для тих вболівальників що почали підтримувати команду під час її виступів у лізі USSF 2. На другий сезон команда продала дещо менше абонементів всього 13.000.

### Талісман
Офіційним талісманом Ванкувер Вайткепс є птах рибалочка на ім'я «Спайк», цей вид птахів проживає у лісах навколо Ванкувера і є досить популярним у місцевих жителів.

## Принципові суперники

### Кубок Каскадії
У Ванкувер Вайткепс встановилось давнє принципове суперництво з географічними сусідами — ФК Сіетл Саундерз та Портленд Тімберс. Це суперництво тривало ще до вступу кожної з команд до складу MLS та було невід'ємною частиною футбольної культури Тихоокеанського північного заходу. Матчі між цими клубами є одними з найпристраснішими у MLS, тому що кожна з них має неабияку підтримку у своїх рідних містах.

### Канадське дербі
Також у Вайткепс принциповими суперниками є ФК «Торонто» та Монреаль Імпакт. Першою грою Вайткепс в лізі був матч проти ФК Торонто, таким чином MLS мала на меті підкреслити принциповість цього протистояння. Монреаль був принциповим суперником у другому дивізіоні. Ці три клуби могли зустрітись один проти одного під час участі у «Voyageurs Cup».

## Власники
ФК Ванкувер Вайткепс володіє група з чотирьох інвесторів — Грег Керфут, Стів Лусо, Джефф Маллет та Стів Неш. Група володіє чистими активами на суму більш ніж $2 млрд. Керфут володів мажоритарною частиною акцій з 2002 року, врятувавши клуб від скорочення після того, як попередній власник, Девід Стадник, покинув клуб, продавши його United Soccer Leagues (USL). Перед цим він був Головою та Головним виконавчим директором (CEO) в компанії «Crystal Decisions». Маллет, колишній Головний операційний директор (COO) Yahoo!, який виріс у Вікторії (Британська Колумбія), мав значний досвід роботи у футболі. Він грав за провінційну збірну команду Британської Колумбії до 16 років а також грав за команду Університету Вікторії «Victoria Vikes», програвши разом з нею у фіналі Чоловічого футбольного чемпіонату CIS 1982 року. Він також провів один рік з командою Університету штату Каліфорнія у Сан-Франциско «Сан-Франциско Стейт Ґейторс», але після травми не зміг продовжувати грати у футбол на конкурентноспроможному рівні. Після того, як він покинув Yahoo!, він придбав маноритарні частини акцій у Сан-Франциско Джаєнтс, який виступає у MLB та ФК Дербі Каунті. Одного разу, у 2005 році, він на благодійному футбольному вечорі зустрівся зі своїм майбутнім партнером Стівом Нешем, дворазовим Найціннішим гравцем Національної баскетбольної асоціації, який також виріс у Вікторії, та згодом домовився з ним придбати маноритарну частину акцій ФК Тоттенгем Готспур у 2008-му. Після того, як ця угода зірвалася, вони звернулися до Керфута щодо придбання маноритарної частини акцій Вайткепс. Неш є старшим братом колишнього півзахисника Вайткепс — Мартіна Неша. Четвертий партнер, Стів Лусо, Президент, Голова та Головний виконавчий директор (CEO) компанії Seagate Technology та партнер в групі Boston Basketball Partners L.L.C., яка володіє клубом NBA Бостон Селтікс. Лусо познайомився з Керфутом у період, коли обидва працювали в Seagate Technology, Керфут зв'язавшись з Лусо запропонував купити частину акцій клубу MLS. У 2009 році група заплатила внесок за розширення до MLS у розмірі $35 мільйонів.

## Поточний склад команди та персонал

### Ванкувер Вайткепс
| №  | Поз. | Нац.       | Гравець            |
| -- | ---- | ---------- | ------------------ |
| 1  | ВР   | Данія      | Девід Остед        |
| 2  | ЗХ   | США        | Джордан Харві      |
| 4  | ЗХ   | Коста-Рика | Кендалл Востон     |
| 6  | ЗХ   | Канада     | Девід Едгар        |
| 7  | ПЗ   | Коста-Рика | Крістіан Боланьйос |
| 8  | ПЗ   | США        | Ендрю Якобсон      |
| 11 | ПЗ   | Уругвай    | Ніколас Мезкіда    |
| 12 | НП   | Колумбія   | Фреді Монтеро      |
| 13 | ПЗ   | Уругвай    | Кристіан Течера    |
| 14 | ЗХ   | США        | Коул Сейлер        |
| 15 | ПЗ   | Аргентина  | Матіас Лаба        |
| 17 | ЗХ   | Канада     | Марсель де Йонг    |
| 18 | ВР   | США        | Спенсер Річі       |
| 19 | НП   | США        | Ерік Уртадо        |
| 20 | ПЗ   | США        | Брек Шей           |
| 22 | ЗХ   | США        | Крістіан Дін       |

| №  | Поз. | Нац.      | Гравець         |
| -- | ---- | --------- | --------------- |
| 23 | НП   | Гамбія    | Кєкутта Манне   |
| 25 | ЗХ   | США       | Шинан Вільямс   |
| 26 | ЗХ   | США       | Тім Паркер      |
| 28 | ЗХ   | США       | Джек Нервінськи |
| 29 | НП   | Перу      | Йорді Рейна     |
| 30 | ПЗ   | Канада    | Бен МакКендрі   |
| 31 | ПЗ   | Канада    | Рассел Тейберт  |
| 32 | ПЗ   | Канада    | Марко Бастос    |
| 46 | ЗХ   | Канада    | Бред Левіс      |
| 47 | НП   | США       | Кайл Грейг      |
| 67 | ПЗ   | Канада    | Альфонсо Дейвіс |
| 70 | ВР   | Італія    | Паоло Торнагі   |
| 77 | ПЗ   | Аргентина | Мауро Росалес   |

### Тренерський штаб
| Посада                     | Ім'я          | Національність |
| -------------------------- | ------------- | -------------- |
| Головний тренер            | Карл Робінсон | Уельс          |
| Асистент головного тренера | Мартін Перт   | Англія         |
| Другий асистент            | Гордон Форест | Шотландія      |
| Тренер воротарів           | Стюарт Керр   | Шотландія      |
| Головний скаут і аналітик  | Деніел Штенз  | Німеччина      |

### Менеджмент
| Посада                                                   | Ім'я          | Національність |
| -------------------------------------------------------- | ------------- | -------------- |
| Виконавчий директор                                      | Джон Фурлонг  | Ірландія       |
| Президент                                                | Боб Ленардазі | Канада         |
| Операційний директор                                     | Рейчел Льюїс  | Канада         |
| Віце президент з фінансів та адміністративної діяльності | Дон Форд      | Канада         |
| Віце президент з футбольних операцій                     | Грег Андерсон | Канада         |
| Віце президент по роботі з фанатами                      | Майкл Стройер | Данія          |

## Головні тренери та капітани

### Головні тренери
| Період                          | Ім'я             | Національність |
| ------------------------------- | ---------------- | -------------- |
| 1 вересня 2010 — 30 травня 2011 | Тейтур Тордарсон | Ісландія       |
| 30 травня 2011 — 25 жовтня 2011 | Том Соун (в.о.)  | США            |
| 26 жовтня 2011 — 29 жовтня 2013 | Мартін Ренні     | Шотландія      |
| 16 грудня 2013 — present        | Карл Робінсон    | Уельс          |

### Капітани команди
| Період    | Ім'я          | Національність |
| --------- | ------------- | -------------- |
| 2011–2014 | Джей ДеМеріт  | США            |
| 2014–2016 | Педро Моралес | Чилі           |
| 2016–     | Девід Оустед  | Данія          |

## Досягнення

### Внутрішні трофеї
- Чемпіонат Канади

Переможець: 2015
Фіналіст (4): 2011, 2012, 2013, 2016
Незначні трофеї
- «Walt Disney World Pro Soccer Classic»

Переможець: 2012
- Кубок Каскадії

Переможець: 2013, 2014, 2016
- «Rose City Invitational»

Переможець: 2014, 2015

## Статистика команди
| Рік  | Регулярний сезон MLS | Регулярний сезон MLS | Регулярний сезон MLS | Регулярний сезон MLS | Регулярний сезон MLS | Регулярний сезон MLS | Регулярний сезон MLS | Місце | Місце | Плей-оф MLS               | Чемпіонат Канади з футболу | Ліга чемпіонів КОНКАКАФ                       |
| Рік  | ПМ                   | В                    | П                    | Н                    | ГЗ                   | ГП                   | О                    | Конф. | MLS   | Плей-оф MLS               | Чемпіонат Канади з футболу | Ліга чемпіонів КОНКАКАФ                       |
| ---- | -------------------- | -------------------- | -------------------- | -------------------- | -------------------- | -------------------- | -------------------- | ----- | ----- | ------------------------- | -------------------------- | --------------------------------------------- |
| 2011 | 34                   | 6                    | 18                   | 10                   | 35                   | 55                   | 28                   | 9     | 18    | Не кваліфікувався         | Фіналіст                   | НК                                            |
| 2012 | 34                   | 11                   | 13                   | 10                   | 35                   | 41                   | 43                   | 5     | 11    | 2012 Перший раунд плей-оф | Фіналіст                   | НК                                            |
| 2013 | 34                   | 13                   | 12                   | 9                    | 53                   | 45                   | 48                   | 7     | 13    | Не кваліфікувався         | Фіналіст                   | НК                                            |
| 2014 | 34                   | 12                   | 8                    | 14                   | 42                   | 40                   | 50                   | 5     | 9     | 2014 Перший раунд плей-оф | 2014 Півфіналіст           | НК                                            |
| 2015 | 34                   | 16                   | 13                   | 5                    | 45                   | 36                   | 53                   | 2     | 3     | 2015 Півфінал конференції | Чемпіон                    | 2015-16 Груповий етап ліги чемпіонів КОНКАКАФ |
| 2016 | 34                   | 10                   | 15                   | 9                    | 45                   | 52                   | 39                   | 8     | 16    | Не кваліфікувався         | Фіналіст                   | 2016-17 Півфіналіст                           |

- НК — Не кваліфікувався

### Міжнародні турніри
Ліга чемпіонів КОНКАКАФ
| Сезон   | Стадія        | Клуб                 | Домашній матч | Виїзний матч | Загалом |
| ------- | ------------- | -------------------- | ------------- | ------------ | ------- |
| 2015–16 | Груповий етап | Сіетл Саундерз       | 1–1           | 0–3          | 1–4     |
| 2015–16 | Груповий етап | ФК Олімпія           | 1–0           | 0–1          | 1–1     |
| 2016–17 | Груповий етап | ФК Централь          | 4–1           | 1–0          | 5–1     |
| 2016–17 | Груповий етап | Спортінг Канзас Сіті | 3–0           | 2–1          | 5–1     |
| 2016–17 | Чвертьфінал   | Нью-Йорк Ред Буллз   | 2–0           | 1–1          | 3–1     |
| 2016–17 | Півфінал      | УАНЛ Тигрес          | –             | 0–2          | –       |

## Статистика гравців та нагороди

### Золота бутса
| Сезон | Гравець        | Голи |
| ----- | -------------- | ---- |
| 2011  | Каміло         | 12   |
| 2012  | Даррен Меттокс | 7    |
| 2013  | Каміло         | 22   |
| 2014  | Педро Моралес  | 10   |
| 2015  | Октавіо Ріверо | 10   |
| 2016  | Педро Моралес  | 9    |

Примітка: Враховується тільки кількість голів у регулярному сезоні MLS

#### Найкращі бомбардири
| #  | Позиція     | Ім'я             | Національність | Період  | Регулярний сезон MLS | Плей-офф MLS | Чемп. Кан. | ЛЧК | Всього |
| -- | ----------- | ---------------- | -------------- | ------- | -------------------- | ------------ | ---------- | --- | ------ |
| 1  | Нападник    | Каміло           | Бразилія       | 2011–13 | 39                   | 0            | 4          | –   | 43     |
| 2  | Півзахисник | Педро Моралес    | Чилі           | 2014–16 | 25                   | 0            | 4          | 0   | 29     |
| 3  | Нападник    | Кекута Манне     | Гамбія         | 2013–   | 22                   | 0            | 1          | 1   | 24     |
| 4  | Нападник    | Даррен Меттокс   | Ямайка         | 2012–15 | 19                   | 1            | 2          | 0   | 22     |
| 5  | Нападник    | Ерік Хасслі      | Франція        | 2011–12 | 12                   | –            | 3          | –   | 15     |
| 6  | Півзахисник | Крістіан Течера  | Уругвай        | 2015–   | 9                    | 0            | 0          | 5   | 14     |
| 6  | Нападник    | Октавіо Ріверо   | Уругвай        | 2015–16 | 12                   | 0            | 2          | –   | 14     |
| 8  | Нападник    | Кенні Міллер     | Шотландія      | 2012–14 | 13                   | 0            | 0          | –   | 13     |
| 9  | Нападник    | Ерік Хуртадо     | США            | 2014–   | 8                    | 0            | 1          | 2   | 11     |
| 10 | Півзахисник | Джершон Коффі    | Гана           | 2011–15 | 9                    | 0            | 1          | 0   | 10     |
| 10 | Півзахисник | Ніколас Мезкуїда | Уругвай        | 2014–   | 8                    | 0            | 2          | 0   | 10     |

Станом на 13 березня 2017[джерело?]
Чемп. Кан. = Чемпіонат Канади; ЛЧК = Ліга чемпіонів КОНКАКАФ

Жирним виділені гравці, які ще перебувають у стані команди

#### Гвардійці
| # | Позиція     | Ім'я           | Національність | Період  | Регулярний сезон MLS | Плей-офф MLS | Чемп. Кан. | ЛЧК | Всього |
| - | ----------- | -------------- | -------------- | ------- | -------------------- | ------------ | ---------- | --- | ------ |
| 1 | Захисник    | Джордан Харві  | США            | 2011–   | 153                  | 4            | 12         | 3   | 172    |
| 2 | Півзахисник | Джерсон Коффі  | Гана           | 2011–15 | 133                  | 4            | 13         | 1   | 151    |
| 3 | Півзахисник | Рассел Тейберт | Канада         | 2011–   | 103                  | 1            | 17         | 7   | 128    |
| 4 | Воротар     | Девід Оустед   | Данія          | 2013–   | 116                  | 3            | 2          | 3   | 124    |
| 5 | Нападник    | Кекута Манне   | Гамбія         | 2013–   | 100                  | 3            | 11         | 3   | 117    |
| 6 | Нападник    | Даррен Меттокс | Ямайка         | 2012–15 | 93                   | 4            | 11         | 3   | 111    |
| 7 | Півзахисник | Матіас Лаба    | Аргентина      | 2014–   | 95                   | 3            | 6          | 6   | 110    |
| 8 | Нападник    | Каміло         | Бразилія       | 2011–13 | 92                   | 0            | 10         | 0   | 102    |
| 9 | Півзахисник | Педро Моралес  | Чилі           | 2014–16 | 83                   | 2            | 7          | 2   | 94     |
| 9 | Нападник    | Ерік Хуртадо   | США            | 2013–   | 80                   | 0            | 9          | 5   | 94     |

Станом на 15 березня 2017[джерело?]
Чемп. Кан. = Чемпіонат Канади; ЛЧК = Ліга чемпіонів КОНКАКАФ

Жирним виділені гравці, які ще перебувають у стані команди

### Інші рекорди
- Кількість ігор: Джордан Харві (153)
- Голи: Каміло (39)
- Гольові передачі: Педро Моралес (22)
- Хет-тріки: Хекута Манне, Каміло
- Перемоги: Девід Оустед (42)
- Кількість матчів «на нуль» (clean sheets): Девід Оустед (37)

Тільки в регулярному сезоні MLS на 13 березня 2017 р.

### Гравець року
| Рік  | Ім'я           | Національність |
| ---- | -------------- | -------------- |
| 2011 | Каміло         | Бразилія       |
| 2012 | Лі Йон Пхьо    | Південна Корея |
| 2013 | Каміло         | Бразилія       |
| 2014 | Педро Моралес  | Чилі           |
| 2015 | Кендалл Востон | Коста-Рика     |
| 2016 | Джордан Харві  | США            |